# Certhia tianquanensis
Certhia tianquanensis е вид птица от семейство Certhiidae. Видът е почти застрашен от изчезване.

## Разпространение
Видът е разпространен в Китай.